# بورصة دبي التجارية
بورصة دبي التجارية (DME) هي بورصة للسلع مقرها في دبي حاليًا تسرد عقدها الآجل الرائد ، وهو عقد بورصة دبي للطاقة العماني للعقود الآجلة (OQD). تهدف بورصة دبي للطاقة التي تم إطلاقها في عام 2007 إلى أن تصبح مؤشر أسعار النفط الخام للسوق الآسيوية من خلال عقد النفط الخام العماني الخاص بها ، مثل بورصة بحر القارات (ICE) في بحر الشمال برنت إلى أوروبا ومبنى بورصة نيويورك التجارية (نايمكس) غرب تكساس الوسيط هو أمريكا الشمالية.
كان اختيار عقد بورصة عمان للعقود الأجلة كمعيار يرجع إلى العديد من السمات المهمة للنفط الخام نفسه وبنيته التحتية مقارنةً بحجم الصادرات بالمقارنة مع خامات الشرق الأوسط الأخرى. أولاً ، النفط الخام العماني لا يخضع لحصص إنتاج أوبك و / أو التخفيضات ، ولا يخضع لقيود الوجهة. ثانياً ، الموقع الجغرافي لميناء التصدير ميناء ميناء الفحل (الذي تديره شركة تنمية نفط عمان - PDO) ، في مسقط إلى خليج عمان ، عبر مضيق هرمز . هناك أسباب أخرى مثل زيادة مستويات الإنتاج طويل الأجل والاستثمارات ، وكذلك جودة الخام ، ساعدت في قلب الميزان لصالح هذا الخام لاستخدامه كمعيار.
تقع بورصة دبي للطاقة في مركز دبي المالي العالمي (DIFC) ، (وهي منطقة مالية حرة في دبي) ، وتخضع لإشراف هيئة دبي للخدمات المالية . أصدرت لجنة تداول العقود الآجلة للسلع الأمريكية (CFTC) «خطاب عدم اتخاذ إجراء» في عام 2007 ، مما يسمح للعملاء في الولايات المتحدة بتداول عقود بورصة دبي للطاقة. تلقت بورصة دبي للطاقة المزيد من الموافقة التنظيمية في 23 ولاية.

## روابط خارجية
- موقع بورصة دبي للطاقة
- موقع مجموعة CME
- موقع سلطة دبي للخدمات المالية

1. 1 2  مذكور في: رمز معرف السوق. الوصول: سبتمبر 2022. رمز معرف السوق: DUMX.
2. ↑  مذكور في: رمز معرف السوق. الوصول: سبتمبر 2022.